# ミクトラン
ミクトラン（Mictlan）は、アステカ神話において九層目にある最下層の冥府であり、北の果てにある。戦で死んだ者、雷で死んだ者、出産で死んだ女、子供のうちに死んだ者以外の死者は全てこのミクトランへ向かう。その旅は困難で4年の年月を要するが、死神であるショロトルがそれを助ける。
ミクトランの王はミクトランテクートリで王妃はミクトランシワトルだった。ミクトランには他にシワコアトル（シワテテオを率いる神）、アコルミストリ、チャルメカシウィルト、チャルメカトル、アコルナワカトルといった神が棲む。

## 神話
ミクトランは主とその妻により統治されるアステカの冥府だった。そこは暗く、たどり着けるのは、付き添いとして一緒に火葬された犬を伴って地底を4年間彷徨った死者だけである。
アステカ神話によればケツァルコアトルという神は五番目の太陽の時代の始めに、人間を再生させるために前の時代の人間の骨を取りにミクトランへ降りた。この骨は種の様なもので、死んだ者は全て土の中へ還り、新しい命は存在の聖なる周期へ入った骨から生じる。
ケツァルコアトルは蜘蛛と梟に囲まれた玉座に坐るミクトランの主に謁見し、冥府で宝石となった骨を求めた。するとミクトランの主はしぶしぶと条件を出した。それは法螺貝を吹きながら玉座の周りを4周するという事だった。しかしその法螺貝には穴が空いていなかった。にもかかわらずケツァルカトルはそれを成し遂げた。蜜蜂が法螺貝の中に入って音を出したからである。
こうしてケツァルコアトルは骨を得ることができたが、早くこの冥府から立ち去らねばという予感がした。その予感は的中し、ミクトランの主は骨を取り返す様に部下に命令した。そこでケツァルコアトルは彼を欺くために分身を作りだし、主へ骨は置いて帰ると言って信じ込ませた。こうしている間にケツァルコアトルはミクトランから逃げたが、不幸にも落とし穴にはまって骨を砕いてしまった。この落とし穴には大勢のウズラがいて、落下時に砕けなかった骨もつついて砕いてしまった。
しかしケツァルコアトルは、砕けた骨を拾い集めて無事に死者の国から脱出した。骨に他の神々と一緒に血をふりかけると人類は復活した。ただし、骨が砕けていたせいで、人間の大きさはバラバラになってしまった。

## キリスト教との関係
16世紀にメソアメリカでキリスト教の布教が始まった。宣教師達は、地底の世界である地獄を、同じ地底世界である「ミクトラン」と訳し、キリスト教に改宗しなければ地獄（ミクトラン）に墜ちる、と人々に説明した。しかしミクトランとは、生前の行ないの善し悪しにかかわらず、暴力的な方法で殺された人以外は誰でも、死後に行く場所と考えられていた。そのため人々は、宣教師が期待したようには改宗を受け入れることはなかった。